# Чекулаев, Александр Викторович
Алекса́ндр Ви́кторович Чекула́ев (латыш. Aleksandrs Čekulajevs; 10 сентября 1985, Рига) — латвийский футболист, нападающий.

## Биография
Александр Чекулаев свою футбольную карьеру начал в дубле рижского клуба «Ауда», потом играл в клубах Первой лиги — в елгавской «Виоле» и рижском «Албертсе». В 2006 году он подписал свой первый профессиональный контракт с клубом «Рига», но не закрепился в основном составе, и проведя 6 матчей в Высшей лиге, был отдан в аренду «Ауде».
В 2007 году, выступая за «Ауду», установил новый рекорд Первой лиги, забив за сезон 49 голов (предыдущий рекорд принадлежал Игорю Кириллову — 47 голов в сезоне 2002 года), а также был признан лучшим игроком Первой лиги. Всего в Первой лиге забил более 100 голов.
На следующий год разорвал контракт с «Ригой» из-за невыплаты зарплаты, и перешёл в «Юрмалу». За полсезона в «Юрмале» забил 3 гола и осенью впервые уехал играть за границу — в чешский клуб «Наход Дештне», выступающий в Третьем дивизионе. После короткого возвращения в «Юрмалу-VV», в 2010 году снова уехал за границу, на этот раз в исландский «Викингур Олафсвик», с которым победил в третьем дивизионе, забив в 17 матчах 10 голов.
Весной 2011 года Чекулаев подписал контракт с эстонским клубом «Нарва-Транс». С самого начала сезона он захватил лидерство в споре снайперов чемпионата Эстонии и в итоге стал лучшим бомбардиром первенства, забив 46 голов в 35 матчах. Таким образом Чекулаев установил новый рекорд чемпионата Эстонии по количеству голов, забитых за один сезон. Такой результат позволил ему долгое время лидировать в зачете «Золотой бутсы».
В межсезонье Чекулаев побывал на просмотрах в немецком «Дуйсбурге» и в польской «Лехии» из Гданьска, в итоге, в феврале 2012 года подписал контракт с мальтийским клубом «Валлетта».
После чемпионства с мальтийской «Валлеттой», в карьере латышского снайпера были: венгерский «Ломбард», таиландский «ТТМ Лопбури», мальтийский «Зейтун Коринтианс» и фарерский АБ «Аргир».
В 2015 году играл в рижской команде «Ринужи» во Второй лиге Латвии.

## Достижения

### Командные
«Викингур» Оулафсвик
- Победитель Второго дивизиона Исландии: 2010.

 «Нарва-Транс»
- Бронзовый призёр чемпионата Эстонии: 2011.
- Финалист Кубка Эстонии: 2010/11.

 «Валлетта»
- Чемпион Мальты (1): 2011/12.

### Личные
- Лучший бомбардир Первой лиги Латвии: 2007.
- Лучший бомбардир чемпионата Эстонии: 2011.
- Лучший бомбардир года в мире по версии МФФИИС: 2011[19].